# Acordo marítimo entre Egito e Grécia
Acordo marítimo entre Egito e Grécia é um tratado marítimo assinado entre o Egito e a Grécia que criou uma zona econômica exclusiva para direitos de exploração de petróleo e gás no Mar Mediterrâneo. A principal razão para a decisão dos países de assinar esse arranjo foi retaliar o controverso acordo marítimo turco-líbio firmado no final de 2019.
O acordo estabelece "a demarcação parcial das fronteiras marítimas entre os dois países, e que a demarcação restante seria realizada por meio de consultas". O ministro das Relações Exteriores egípcio Sameh Shoukry e o homólogo grego Nikos Dendias assinaram o acordo no Cairo em 6 de agosto de 2020;  sendo este ratificado pelo presidente egípcio Abdel-Fattah el-Sissi em 10 de outubro e pelo Parlamento grego em 27 de agosto. 

## Resposta turca
O presidente turco Recep Tayyip Erdogan chamou o acordo greco-egípcio de “inútil”,  enquanto o Ministério das Relações Exteriores turco fez um comunicado à imprensa afirmando: “Não existe uma fronteira marítima entre a Grécia e o Egito. No que diz respeito à Turquia, o chamado acordo de delimitação marítima assinado hoje é nulo e sem efeito. Esse entendimento se refletirá no solo e na mesa."